# زیردریایی یو-۳۲۱
زیردریایی یو-۳۲۱ (به انگلیسی: German submarine U-321) یک زیردریایی بود که طول آن ۶۷٫۱۰ متر (۲۲۰ فوت ۲ اینچ) بود. این زیردریایی در سال ۱۹۴۴ ساخته شد.